# Francisco de Cubas
Francisco de Cubas y González-Montes (Madri, 24 de março de 1826 — Madri, 2 de janeiro de 1899) foi um destacado arquiteto espanhol e também um político do século XIX. Possuía o título nobiliárquico de Marquês de Cubas.

## Biografia
Francisco de Cubas formou-se pela Faculdade de Arquitetura de Madri, completando seus estudos na Itália e na Grécia. De volta à Espanha, em 1858, ganhou sua primeira medalha na Exposição Nacional daquele ano.
Membro da Academia de San Fernando desde 1870, conciliou seus trabalhos como arquiteto com sua carreira política, elegendo-se deputado em 1893 e senador em 1896.
Foi um dos mais notáveis representantes da arquitetura decimonônica madrilhena, graças à sua mestria no uso do ladrilho e por suas obras de estilo Neogótico. Entre suas realizações destacam-se o Colégio dos Jesuítas de Chamartin, a Universidade de Deusto, em Bilbao, e o Museu Nacional de Antropologia.
Mas seu projeto arquitetônico mais famoso foi, certamente, o da Catedral da Almudena de Madri, concebida como um imponente edifício em estilo neogótico. A obra, iniciada em 1883, viria a sofrer várias alterações no projeto original, terminando por adotar linhas neoclássicas.